# プリミエラ
プリミエラ（イタリア語: Primiera）は、トランプを使ったイタリアの伝統的なカードゲームである。4枚の手札の内容のもっともよい者がチップを手に入れる。

## 歴史
プリミエラは非常に長い歴史がある。フランチェスコ・ベルニの「プリミエラ遊びに関する1章」（Capitolo del gioco della primiera、1526年刊）や、カルダーノの『さいころあそびについて』（Liber de ludo aleae、書かれたのは1564年ごろ）などから16世紀のルールをある程度復元可能であるが、現在に至るまでほとんどルールが変わっていない。
同じゲームはイギリスにも伝わり、プリメーロ（Primero）と呼ばれた。シェイクスピアのヘンリー八世にも出てくる。現在のイギリスにはブラグと呼ばれる3枚の手札を使った同様のゲームがあるが、プリメーロが元になっていると考えられている。
プリミエラは、ポーカーの起源のひとつと言われることがあるが、実際のゲームとしてはあまり似ていない。5枚のカードを使うポッヘンのほうが、ゲームの名前も実際の役もポーカーに近い。ただし、ポッヘンで認められる役が同じランクのカードだけだったのに対し、プリミエラでは複数の異なる役があって、互いの強弱関係が決められている点がポーカーに近い。

## ルール
2人以上で競技する。
プリミエラにはラテンタイプの40枚のトランプを使用する。スートは棍棒・剣・カップ・貨幣の4種類からなり、各スートはAと2から7までの数札、および3種類（王・騎士・歩兵）の絵札からなる。
各カードはランクによって点数があるが、下記のように特殊なシステムになっている。役に関係するカードの点数のみを数える。
| ランク | 7  | 6  | A  | 5  | 4  | 3  | 2  | 王・騎士・歩兵 |
| 点数   | 21 | 18 | 16 | 15 | 14 | 13 | 12 | 10             |

### 役の種類
プリミエラには低い方から順に、以下の4つの役がある。おなじ役どうしでは、その役を構成するカードの点数の合計が高いほうが勝つ。
1. プリミエラ（primiera） - 4枚のカードがすべて異なるスートからなる。
2. 55（supremusとも） - 同じスートの 7-6-A。のこり1枚は何でもよい。
3. フルクスス（fluxus) - フルッソ（flusso）とも。英語の「flush」と同じ。全部のカードが同じスートからなる。
4. コルス　（chorus) - フォーカード。

以上のどれでもない場合（4枚中同じスートのカードが2枚または3枚ある）、ヌメルス（numerus)またはプント（punto）と呼んで、各スートのうちでもっとも点数の合計の高いものがその手の点数になる。プントはプリミエラより弱い。

### プレイの進行
ここでは、Parlett (1992,2004) にしたがって述べる。
各競技者はまえもって決まった額のチップ（ポーカーでいうアンティ）を置く。ディーラーは各競技者に4枚の手札を配り、残りは山札としておく。ここで、だれかにプリミエラ以上の3つの役のいずれかができていたら、すぐさま手札を見せ、もっともよい手の競技者が勝つ。勝った競技者がポットにあるチップをすべて取る。複数の人が同点のときは引き分けとなり、チップには手をつけないまま次のプレイに移る。
だれも役ができていないときは、各競技者は手札の一部を山札と取りかえる。ここで再びチップを出す必要がある場合もある。また、ポーカーのように賭けの額を釣りあげることもある。最後に手札を見せて、もっともよい手の競技者がポットにあるチップを全部取る。

## 古いルールとの違い
ベルニやカルダーノの記述しているルールでは、4枚のカードがすべて同じランクのときはフルッソよりも強い役にしていた。